# جنگ داخلی ایرلند
جنگ داخلی ایرلند (ایرلندی: Cogadh Cathartha na hÉireann)ُ درگیری‌ست که به‌دنبال جنگ استقلال ایرلند میان جمهوری‌خواهان ایرلند و دولت آزاد ایرلند شکل گرفت که انگلستان در این جنگ به‌نفع دولت آزاد ایرلند دخالت کرد.
در سال ۱۹۲۲، ایرلند جنوبی با نام دولت آزاد ایرلند به استقلال واقعی رسید. شش استان در شمال ایرلند در اشغال پادشاهی متحد باقی‌ماندند که ایرلند شمالی است. همین مسئله (ایرلند شمالی) شکافی در سازمان به‌وجود آورد. اعضایی که از صلح با انگلستان پشتیبانی می‌نمودند به رهبری مایکل کولینز هسته ارتش ملی ایرلند (ارتش دولت آزاد) را تشکیل دادند. گروه دوم که مخالف سازش بود و خواستار آزادی سراسر خاک ایرلند بود، نام خود را (ارتش جمهوریخواه) حفظ نمود و در سالهای ۱۹۲۲ تا ۲۳ با همرزمان پیشین خود وارد جنگ داخلی شد. ارتش در جنگ داخلی شکست خورد و بار دیگر با هدف سرنگونی دولت آزاد ایرلند و ایرلند شمالی آغاز به کار کرد.